# Лапу-Лапу (місто)
Лапу-Лапу (себ.: Dakbayan sa Lapu-Lapu; філ.: Lungsod ng Lapu-Lapu) - місто в регіоні Центральні Вісаї на Філіппінах. Це одне з міст, що входить до складу агломерації Себу. Географічно місто розташоване в провінції Себу, проте адміністративно є незалежним від уряду провінції. За даними перепису 2015 року населення становило 408 112 осіб.
Більша частина міста розташована на острові Мактан, який зв'язаний з островом Себу мостом. Адміністративно поділяється на 30 баранґаїв. В місті розташований Міжнародний аеропорт Мактан-Себу, другий за завантаженістю на Філіппінах.

## Галерея

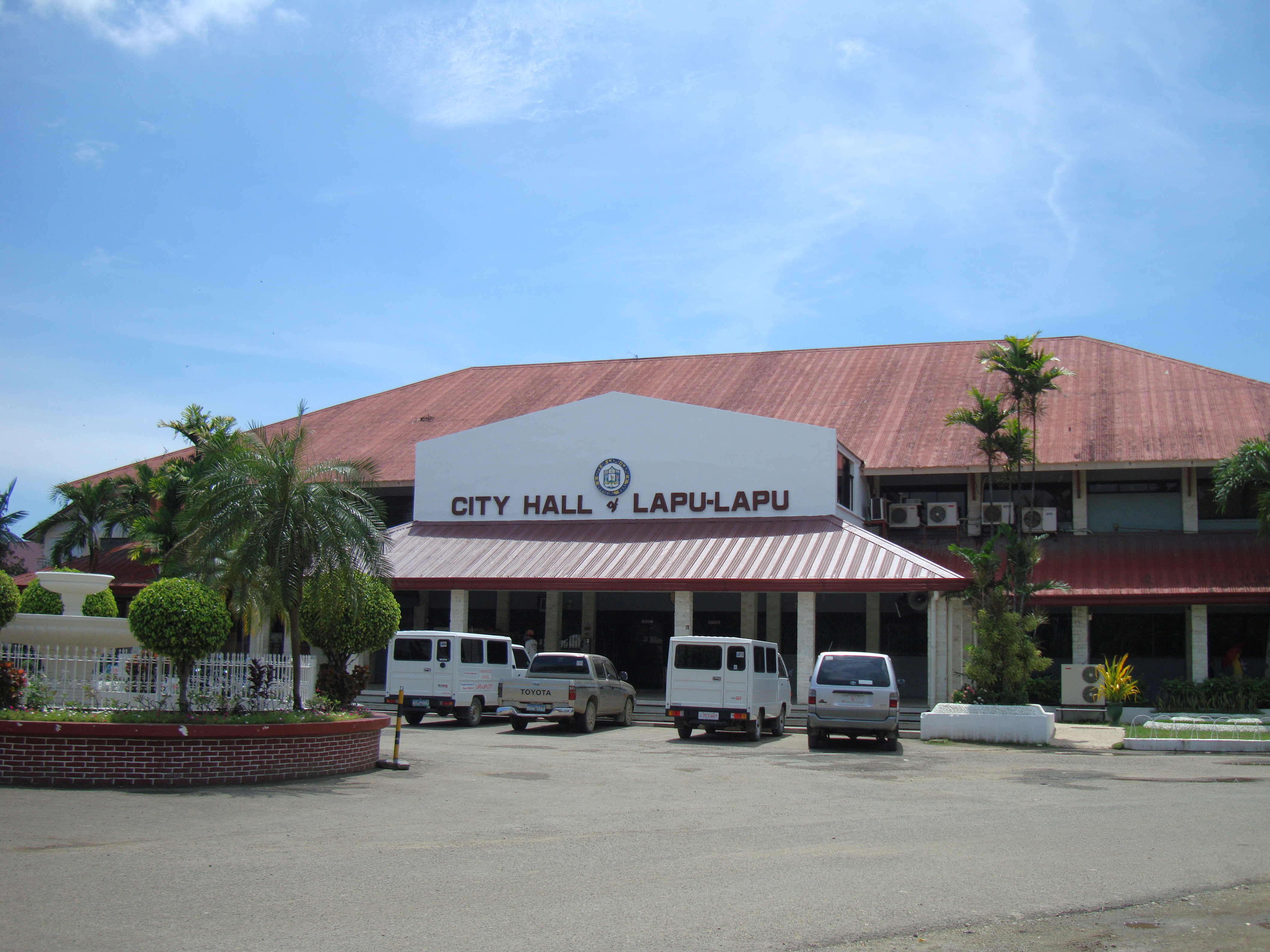
Мерія